# 郭椿壽
郭椿壽，字毓麓，號靜山，山西安邑人。清朝政治人物。

## 生平
郭椿壽為道光十七年（1837年）拔貢，主講河東書院。道光二十三年（1843年）中癸卯科鄉試解元，道光二十七年（1847年）考中張之萬榜二甲第四十一名進士，選翰林院庶吉士，散館後授翰林院編修。
咸豐四年（1854年），文宗命翰林繕錄《貞觀政要》，椿壽充任總校，糾正數十事上呈，獲嘉獎。後署廣東雷州府知府，因平反前任所判冤案得罪上級，調任廉州府知府。咸豐七年（1857年），天地會反清農民軍李文彩部攻打廉州屬地靈山縣，郭椿壽坐鎮縣城督剿。十一月十三日晚，城破，郭椿壽微服縋城出逃，回到府城後，閉門痛哭三日，人稱“哭府”。不久受到追究，被撤職。後來得以開復原官，因積勞病卒。光緒《安邑縣續志》有傳。